# Fundacja Rozwoju Kardiochirurgii im. prof. Zbigniewa Religi
Fundacja Rozwoju Kardiochirurgii im. prof. Zbigniewa Religi – organizacja pożytku publicznego (OPP), siedziba Fundacji mieści się w Zabrzu.

## Działalność Fundacji
Fundacja prowadzi działalność naukowo – badawczą w zakresie protez serca i zastawek serca oraz  biocybernetyki, bioinżynierii i biotechnologii. Główne kierunki badawcze to prace protezami serca i zastawek serca oraz badania w zakresie biotechnologii i bioinżynierii. W Fundacji funkcjonuje również bank tkanek, w którym opracowywane są zastawki serca, rogówki, ścięgna i opatrunki ze skóry. Fundacja realizuje również program szkoleniowo – stypendialny dla kadr medycznych z polski i zagranicy. Fundacja od 2004 posiada status organizacji pożytku publicznego umożliwiający przekazywanie przez podatników 1% podatku PIT. Fundacja była także koordynatorem Programu Wieloletniego „Polskie Sztuczne Serce 2007–2012”.

## Władze Fundacji
Prezes Rady Fundacji
- prof. Zbigniew Religa (1991–2006)
- prof. Andrzej Karbownik (od 2007)

Dyrektor Generalny
- dr Jan Sarna (od 1991)

## Historia
Fundacja została założona w 1991 z inicjatywy prof. Zbigniewa Religi. Misją Fundacji jest wspieranie rozwoju polskiej kardiochirurgii oraz wprowadzanie do praktyki klinicznej nowoczesnych technik i technologii w zakresie leczenia serca.
Wśród najważniejszych wydarzeń w historii Fundacji można wymienić:
- 9 grudnia 1991 – podpisanie aktu notarialnego – ustanowienie Fundacji, pierwsze posiedzenie Zgromadzenia Fundatorów, na którym powołane zostają Rada Fundacji i jej Zarząd
- 1 lutego 1992 – lokalizacja siedziby Fundacji przy ul. Wolności 345 w Zabrzu
- 5 grudnia 1992 – pierwszy koncert „Serce za serce” z udziałem Plácido Domingo
- sierpień 1993 – Renata Danel do słów Janusza Wegiery komponuje hymn Fundacji zatytułowany „Wszystkie serca ruszą w tan”
- 5 marca 1995 – w Klinice Kardiochirurgii ŚAM w Zabrzu prof. Z. Religa wszczepia pacjentowi pierwszą polską protezę serca (I generacja protez serca), która została skonstruowana w Fundacji
- 25 października 1995 – Prezydent Polski Lech Wałęsa odwiedza Fundację
- 21 czerwca 1997 – premier Włodzimierz Cimoszewicz odwiedza Fundację
- 19 listopada 2000 – polskie sztuczne komory serca zostały po raz pierwszy wszczepione  pacjentowi w Argentynie
- 4 grudnia 2001 – Fundacja uzyskuje certyfikat Systemu Zarządzania Jakością ISO 9001:2000
- sierpień 2003 – powstaje portal internetowy: www.polskieserce.pl
- 6 marca 2007 – Rada Ministrów podejmuje Uchwałę nr 29/2007 w sprawie ustanowienia Programu Wieloletniego na lata 2007–2011 pod nazwą „Polskie Sztuczne Serce”
- 18 grudnia 2008 – prof. Zbigniew Religa otrzymuje z rąk Prezydenta Polski Order Orła Białego
- 8 marca 2009 – śmierć prof. Zbigniewa Religi
- 21 kwietnia 2009 – Fundacji przyjmuje nazwę: Fundacja Rozwoju Kardiochirurgii im. prof. Zbigniewa Religi
- 19 listopada 2011 – prezentacja prototypu protezy serca dla dzieci w trakcie XX jubileuszowego koncertu „Serce za Serce” m.in. w obecności prof. Jerzego Buzka – Przewodniczącego Parlamentu Europejskiego
- 26 czerwca 2013 – pierwsza eksperymentalna operacja wszczepienia pozaustrojowej protezy serca Religa Heart EXT (II generacja protez serca), która jest jednym z efektów rządowego programu „Polskie Sztuczne Serce”; operację przeprowadził zespół pod kierownictwem dr Grzegorza Religi na 62 letnim pacjencie ze skrajną niewydolnością serca
- 4 października 2013 – wizyta w Fundacji przedstawicieli Komisji Europejskiej, Ministerstwa Rozwoju Regionalnego oraz Urzędu marszałkowskiego Województwa śląskiego, którzy wizytowali najbardziej innowacyjne placówki w Polsce
- 13 grudnia 2013 – konferencja podsumowująca rządowy Program Wieloletni na lata 2007 – 2012 pod nazwą „Polskie Sztuczne Serce”, którego Fundacja była koordynatorem
- 6 kwietnia 2018 – jubileuszowa XV konferencja BioMedTech Silesia zorganizowana przez Fundacje w celu promocji multidyscyplinarnego podejścia do ratowanie ludzkiego zdrowia i życia[5]
- 20 marca 2019 – w Senacie RP miało miejsce otwarcie wystawy „Mistrz Religa. Człowiek, lekarz, polityk” z okazji 10. rocznicy śmierci prof. Zbigniewa Religi[6]

## Koncerty „Serce za serce”
Misja Fundacji jest realizowana dzięki środkom pochodzącym z dotacji, subwencji, grantów naukowo-badawczych oraz darowizn od osób, firm i instytucji nieobojętnego serca, którym bliski jest rozwój polskiej kardiochirurgii. Dla uhonorowania najhojniejszych darczyńców, od 1992, w Domu Muzyki Tańca w Zabrzu, organizowane są koncerty „Serce za serce”, w trakcie których najwięksi sprzymierzeńcy Fundacji otrzymują prestiżowe statuetki zaprojektowane przez znanego krakowskiego rzeźbiarza Bronisława Chromego. Ceremonia odbywa się w atrakcyjnej oprawie artystycznej, z udziałem gwiazd najwyższego formatu.